# 카자망스
카자망스(월로프어: Kasamansa, 풀라어: 𞤑𞤢𞤧𞤢𞤥𞤢𞤲𞤧𞤢, 포르투갈어: Casamansa)는 세네갈 남부의 지역으로, 감비아의 남쪽, 기니비사우의 북쪽에 위치하며 카자망스강이 지난다. 이곳은 하부 카자망스(지갱쇼르주)와 상부 카자망스(콜다주, 세디우주)로 구성된다. 카자망스의 최대 도시는 지갱쇼르이다.

## 어원
카자망스는 일찍이 포르투갈 항해사들이 방문했었기 때문에, 카자망스라는 이름에 포르투갈어의 영향이 있었다는 오랜 추측이 있었다. 1923년 다카르 가톨릭 선교회가 출판한 알로이스 코베스(Aloyse Kobès)의 월로프-프랑스어 사전에 따르면, "카자망스라는 이름은 포르투갈어로 집, 또는 거처를 의미하는 카사(Casa)와 만딩카어로 왕, 족장을 의미하는 만사(Mansa)에서 유래했다"고 정의한다.

## 역사
지역 전설에 따르면 졸라족과 바이누크족은 천 년 이상 카자망스에 거주했다고 한다. 졸라족 족장들은 카자망스의 일부 지역을 통치했는데, 종종 북쪽에 있는 월로프인과 세레르족 왕국의 명목상 지배를 받았다. 15세기부터 18세기까지 하부 카자망스에 존속했던 바이누크족의 왕국인 카사 왕국은 하부 카자망스의 거의 유일한 국가였다. 15세기에 포르투갈 노예 상인과 항해사들은 이 지역에 무역 거점을 세우고, 졸라족 족장들과 카사 왕국 왕과의 무역 관계를 형성했다.
카자망스는 프랑스와 포르투갈의 주요 식민 대상이었고, 이후 1888년 프랑스령 세네갈과 남쪽의 포르투갈령 기니(현재의 기니비사우) 사이에 국경이 협상되었다. 이 협상으로 포르투갈은 당시 식민지의 상업 중심지였던 카자망스의 소유권을 잃었다. 그러나 카자망스는 오늘날까지도 기니비사우 크리올의 방언인 카자망스 크리올을 보존하고 있으며, 카자망스 크리올인들은 다 시우바(Da Silva), 카르발류(Carvalho), 폰세카(Fonseca)와 같은 포르투갈 성씨를 가지고 있다. 카자망스와 포르투갈간의 역사적 유대 관계는 세네갈이 2008년 포르투갈어 사용국 공동체(CPLP)에 가입하여 준회원국이 되는 결정을 내린 요인이었다.
기니비사우인들도 이 지역에 거주하는데, 이는 1998년부터 1999년까지 발생한 기니비사우 내전을 포함하여 오랫동안 기니비사우에 영향을 미친 빈곤과 정치적 불안정으로 인해 발생한 난민과 이민자들이다.

### 분리주의 운동

카자망스 민주군 운동의 깃발.

졸라족은 카자망스 인구 구성에 절대 다수를 차지하고 있는 민족이지만, 세네갈 전체 인구 구성의 4%에 불과하다. 졸라족은 세네갈 내에서 경제적으로 소외되었다는 믿음을 가지고 있었고 이는 1982년 카자망스의 독립 또는 자치행정구역 설립을 주장하는 분리주의 운동인 카자망스 민주군 운동(MFDC)의 결성에 기여했다.
카자망스 민주군 운동은 1985년에 설립되었고, 1990년에 카자망스 분쟁이 시작되었다. 이는 카자망스 민주군 운동이 세네갈 정부에 대항하여 주도하는 저강도 반란이었다. 카자망스 분쟁 기간동안 산발적인 폭력 사태과 빈번하지만 효력이 미미한 휴전 협정이 반복되었다. 2010년 10월, 나이지리아의 라고스에서 이란제 불법 무기 선박이 나포되었고, 세네갈 정부는 카자망스 민주군 운동이 감비아에서 이 무기들을 밀매했을 것으로 추측했다. 세네갈은 이 사건으로 테헤란 주재 이란 대사를 소환하여 면담을 가졌다.

## 지리

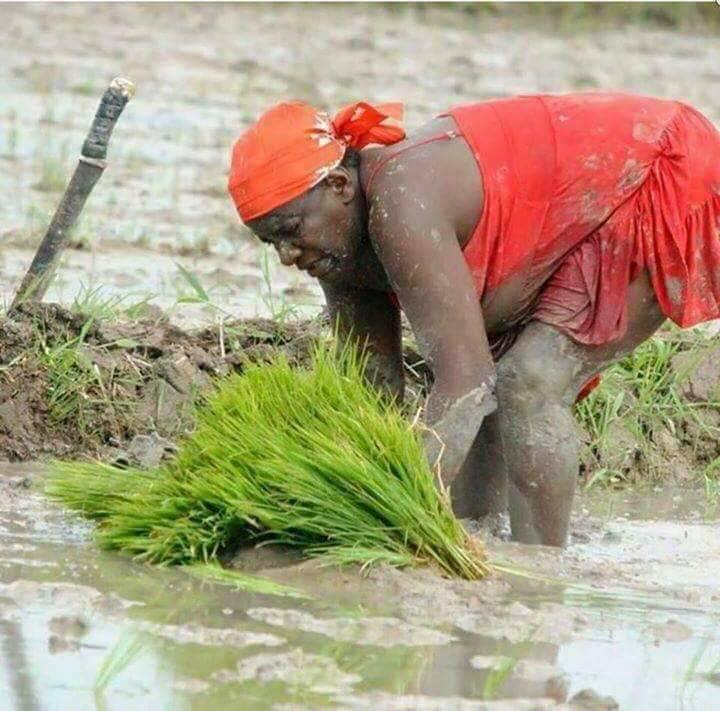
논에서 일하는 카자망스의 여성

카자망스는 저지대이며 덥고, 남동부에는 작은 산들이 분포한다. 카자망스 남부, 기니비사우 국경 근처에는 캡 스커링(Cap Skirring)이라고 불리는 휴양지로 유명한 해변이 있다.

## 기후
카자망스 전 지역은 사바나 기후에 속해 있으며, 평균 강수량은 세네갈의 다른 지역들보다 많다. 카자망스는 세네갈의 다른 지역과 마찬가지로 11월부터 5월까지는 건기로, 비가 오지 않지만 6월부터 10월까지의 우기 동안에는 대부분의 지역이 1,270 mm 이상의 강수량을 기록하며, 최남서부 지역의 강수량은 1,780 mm에 달한다.

## 민족
카자망스에는 대부분 졸라족과 바이누크족이 거주한다. 주요 소수 민족으로는 발란타족, 만데족, 풀라족이 거주한다.

## 종교
카자망스의 거주민들은 이슬람교, 기독교, 아프리카 전통 종교를 믿는 등 종교적으로 다양하다.

## 경제
카자망스의 경제는 쌀 재배와 관광에 의존한다.

## 식생
카자망스의 나무들은 불법 벌목으로 인해 심각한 위협을 받고 있다.